# Šiauliai
Šiauliai (Tiếng Đức: Schaulen) là một thành phố Litva. Thành phố thuộc hạt Šiauliai, khu tự quản thành phố Šiauliai. Đây là thành phố lớn 4 thứ quốc gia này. Thành phố Šiauliai có dân số 133.883 người (theo điều tra dân số năm 2008, so với 127.059 người năm 2001), diện tích km2.

## Khí hậu
| Dữ liệu khí hậu của Šiauliai            | Dữ liệu khí hậu của Šiauliai | Dữ liệu khí hậu của Šiauliai | Dữ liệu khí hậu của Šiauliai | Dữ liệu khí hậu của Šiauliai | Dữ liệu khí hậu của Šiauliai | Dữ liệu khí hậu của Šiauliai | Dữ liệu khí hậu của Šiauliai | Dữ liệu khí hậu của Šiauliai | Dữ liệu khí hậu của Šiauliai | Dữ liệu khí hậu của Šiauliai | Dữ liệu khí hậu của Šiauliai | Dữ liệu khí hậu của Šiauliai | Dữ liệu khí hậu của Šiauliai |
| Tháng                                   | 1                            | 2                            | 3                            | 4                            | 5                            | 6                            | 7                            | 8                            | 9                            | 10                           | 11                           | 12                           | Năm                          |
| --------------------------------------- | ---------------------------- | ---------------------------- | ---------------------------- | ---------------------------- | ---------------------------- | ---------------------------- | ---------------------------- | ---------------------------- | ---------------------------- | ---------------------------- | ---------------------------- | ---------------------------- | ---------------------------- |
| Cao kỉ lục °C (°F)                      | 9.1 (48.4)                   | 13.3 (55.9)                  | 21.0 (69.8)                  | 25.1 (77.2)                  | 30.4 (86.7)                  | 32.1 (89.8)                  | 34.3 (93.7)                  | 32.4 (90.3)                  | 28.5 (83.3)                  | 23.3 (73.9)                  | 16.9 (62.4)                  | 13.4 (56.1)                  | 34.3 (93.7)                  |
| Trung bình ngày tối đa °C (°F)          | −2.6 (27.3)                  | −1.7 (28.9)                  | 2.8 (37.0)                   | 10.1 (50.2)                  | 17.3 (63.1)                  | 20.7 (69.3)                  | 21.7 (71.1)                  | 21.2 (70.2)                  | 16.3 (61.3)                  | 10.5 (50.9)                  | 4.0 (39.2)                   | −0.2 (31.6)                  | 10.0 (50.0)                  |
| Trung bình ngày °C (°F)                 | −5.1 (22.8)                  | −4.7 (23.5)                  | −1.0 (30.2)                  | 5.2 (41.4)                   | 11.8 (53.2)                  | 15.5 (59.9)                  | 16.7 (62.1)                  | 16.1 (61.0)                  | 11.7 (53.1)                  | 7.0 (44.6)                   | 1.8 (35.2)                   | −2.6 (27.3)                  | 6.0 (42.8)                   |
| Tối thiểu trung bình ngày °C (°F)       | −7.9 (17.8)                  | −7.7 (18.1)                  | −4.2 (24.4)                  | 1.2 (34.2)                   | 6.7 (44.1)                   | 10.5 (50.9)                  | 12.3 (54.1)                  | 11.7 (53.1)                  | 8.1 (46.6)                   | 4.1 (39.4)                   | −0.3 (31.5)                  | −5.0 (23.0)                  | 2.5 (36.5)                   |
| Thấp kỉ lục °C (°F)                     | −36.0 (−32.8)                | −36.4 (−33.5)                | −27.0 (−16.6)                | −11.5 (11.3)                 | −5.5 (22.1)                  | −0.1 (31.8)                  | 4.7 (40.5)                   | 2.1 (35.8)                   | −5.7 (21.7)                  | −8.5 (16.7)                  | −17.8 (0.0)                  | −31.1 (−24.0)                | −36.4 (−33.5)                |
| Lượng Giáng thủy trung bình mm (inches) | 33 (1.3)                     | 24 (0.9)                     | 32 (1.3)                     | 38 (1.5)                     | 47 (1.9)                     | 60 (2.4)                     | 74 (2.9)                     | 77 (3.0)                     | 60 (2.4)                     | 53 (2.1)                     | 58 (2.3)                     | 44 (1.7)                     | 600 (23.6)                   |
| Số ngày giáng thủy trung bình           | 19                           | 14                           | 15                           | 13                           | 13                           | 13                           | 15                           | 15                           | 16                           | 16                           | 19                           | 20                           | 188                          |
| Số giờ nắng trung bình tháng            | 37                           | 65                           | 125                          | 176                          | 263                          | 277                          | 261                          | 243                          | 166                          | 100                          | 42                           | 29                           | 1.784                        |
| Nguồn 1: Tổ chức Khí tượng Thế giới     |                              |                              |                              |                              |                              |                              |                              |                              |                              |                              |                              |                              |                              |
| Nguồn 2: NOAA (cực độ, nắng)            |                              |                              |                              |                              |                              |                              |                              |                              |                              |                              |                              |                              |                              |